# Salar

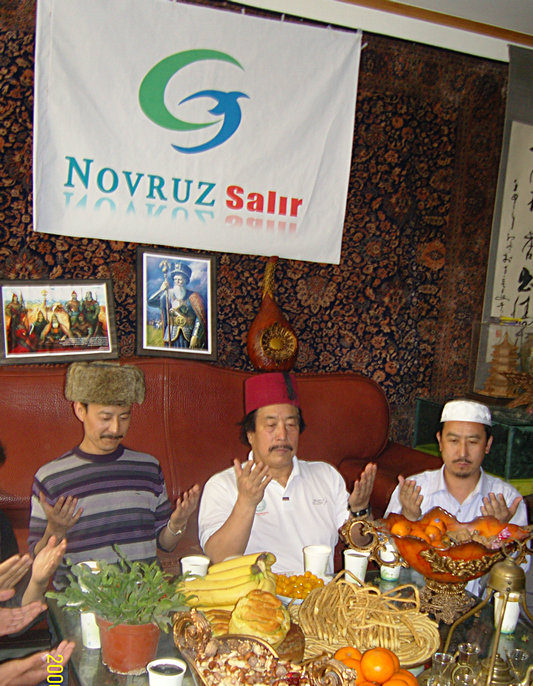
Salar beim Nouruz-Fest

Die Salar, auf Deutsch Salaren (chinesisch 撒拉族, Pinyin Sālāzú), sind ein Turkvolk und eine der 56 offiziell anerkannten Nationalitäten der Volksrepublik China. Die Salar gelten als Nachfahren des oghusischen Stammes der Salur und sind größtenteils sunnitische Muslime. Nach der letzten Volkszählung im Jahr 2010 zählen sie 130.633 Menschen. Sie leben vor allem in Qinghai (dort im Autonomen Kreis Xunhua der Salar und im Autonomen Kreis Hualong der Hui), in Gansu (im Autonomen Kreis Jishishan der Bonan, Dongxiang und Salar) und im Kasachischen Autonomen Bezirk Ili in Xinjiang.

## Sprache
Die Salar sprechen mit der salarischen Sprache eine der etwa vierzig Turksprachen. Das Salarische zerfällt in zwei Dialekte, einer in Qinghai, einer in Ili. Ihre Unterschiede beruhen vor allem auf den Kontakt mit unterschiedlichen Nachbarsprachen – Chinesisch und Tibetisch einerseits, Uigurisch und Kasachisch andererseits. Die Sprache gilt als gefährdet; schon jetzt sprechen nur noch etwa dreißig Prozent der Salar ihre ursprüngliche Sprache.

## Verbreitung der Salar auf Provinzebene nach den Daten des Zensus 2010 (Stichtag 1. November 2010)
| Gebiet              | Zahl    | Anteil   |
| ------------------- | ------- | -------- |
| Volksrepublik China | 130.633 | 100,00 % |
| Qinghai             | 107.089 | 081,98 % |
| Gansu               | 013.517 | 010,35 % |
| Xinjiang            | 03.728  | 02,85 %  |
| Shanghai            | 0 941   | 00,72 %  |
| Guangdong           | 0 823   | 00,63 %  |
| Peking              | 0 644   | 00,49 %  |
| Shandong            | 0 609   | 00,47 %  |
| Zhejiang            | 0 424   | 00,32 %  |
| Jiangsu             | 0 353   | 00,27 %  |
| Henan               | 0 279   | 00,21 %  |
| Yunnan              | 0 265   | 00,20 %  |
| Tibet               | 0 255   | 00,20 %  |
| Sichuan             | 0 223   | 00,17 %  |
| Shaanxi             | 0 156   | 00,12 %  |
| Hubei               | 0 135   | 00,10 %  |
| Hebei               | 0 131   | 00,10 %  |
| Guangxi             | 0 128   | 00,098 % |
| Tianjin             | 0 122   | 00,093 % |
| Guizhou             | 0 99    | 00,076 % |
| Liaoning            | 0 88    | 00,067 % |
| Fujian              | 0 80    | 00,061 % |
| Hunan               | 0 79    | 00,060 % |
| Anhui               | 0 78    | 00,060 % |
| Ningxia             | 0 72    | 00,055 % |
| Chongqing           | 0 71    | 00,054 % |
| Innere Mongolei     | 0 53    | 00,041 % |
| Jilin               | 0 50    | 00,038 % |
| Jiangxi             | 0 44    | 00,034 % |
| Shanxi              | 0 43    | 00,033 % |
| VBA                 | 0 26    | 00,020 % |
| Hainan              | 0 21    | 00,016 % |
| Heilongjiang        | 0 7     | 00,005 % |